# 赖兴巴赫-施泰根
赖兴巴赫-施泰根是德国莱茵兰-普法尔茨州的一个市镇。总面积15.12平方公里，总人口1400人，其中男性709人，女性691人（2011年12月31日），人口密度93人/平方公里。

## 友好城市
- 法國 韦克桑地区马尼